# Иванов, Анатолий Васильевич (гигиенист)
Иванов Анатолий Васильевич (род. 16 марта 1939 года, д. Андрюшево Ибресинского района Чувашской АССР) — российский врач-гигиенист и соросовский профессор. Почётный работник санитарно-эпидемиологической службы Российской Федерации. Доктор медицинских наук. Лауреат Государственной премии (1996) и Заслуженный деятель науки (1999) Республики Татарстан.

## Биография
Окончил фельдшерско-акушерское отделение Алатырского медицинского училища в 1957 году. Окончил Казанский государственный медицинский институт, санитарно-гигиенический факультет . Защита кандидатской диссертации в 1973 году, докторской — в
1997 году.
Отличался разносторонностью интересов, однако приоритетом в работе всегда оставались гигиена воды и в меньшей степени гигиена почвы, атмосферного воздуха и воздуха рабочей зоны. Уделял большое внимание вопросам медицинской экологии, разработке новейших оздоровительных методик, приборов и конструкций. Им написано, в том числе в соавторстве, более 450 научных работ, включая 20 монографий, 7 патентов, большое количество методических учебных пособий и рекомендаций. Являлся руководителем 3 докторских и 15 кандидатских диссертаций по темам оценки воздействия факторов риска окружающей среды и формам ответных реакций на них организма. Последнее крупное изданное методическое пособие было посвящено популяризации экологического образования в ДОУ.
Среди всех работ профессора можно выделить два направления, оказавших существенное влияние на развитие санитарно-гигиенической науки в России и на охрану здоровья граждан: первое было направлено на изучение кинетики накопления нитратов в источниках местного водоснабжения нефтедобывающих районов России и токсикодинамики нитратов в организме гомойотермных животных, второе — на разработку величины ориентировочно безопасных уровней (ОБУВ) воздействия углеводородов ряда С1-С10 и С11-С17 в атмосферном воздухе. Стоит отметить, что уже более 50 лет во всех стандартах, включая международные, в неизменном виде сохраняется предложенный А. В. Ивановым в 1973 году гигиенический норматив на содержание нитратов в воде.
Помимо вышеуказанного всероссийского и международного вклада, его деятельность оказала положительное значение и на местном, региональном, уровне — в становлении и развитии Республики Татарстан. Так, он являлся соавтором крупнейших проектов схемы районной планировки Татарской АССР по разделам «Водоснабжение» и «Канализация», а также проекта развития рекреационных мест для отдыха населения Казани.
С 1995 года А. В. Иванов — заведующий кафедрой гигиены, медицины труда с курсом медицинской экологии Казанского государственного медицинского университета.

## Награды
- Благодарственное письмо Совета Министров СССР
- Благодарственное письмо и наградной знак Министерства здравоохранения России
- Благодарственное письмо и наградной знак Министра обороны СССР
- Наградной знак «Отличник здравоохранения»
- Почётный знак «За отличные успехи в области высшего образования СССР»